# 北星実業
株式会社北星実業（ほくせいじつぎょう）は、かつて北海道札幌市東区に本社を置き、パチンコチェーン「パーラー大黒天」を展開していた企業である。関連会社の有限会社栄信企業（本社：江別市）ともども、2018年に経営破綻した。

## 概要
東京商工リサーチ北海道支社によると、1982年に設立された北星実業は、札幌市内で「パーラー大黒天」を6店展開しており、最盛期の2004年3月期は307億4,924万円の売上高を計上していた。
しかしその後、政府による出玉規制や射幸性の高いパチスロ台が廃止されたこと、また大手パチンコチェーンの道内進出により、経営が低迷。2018年の売上は最盛期の10分の1以下である約22億円にまで下落した。加えて、パチンコ業界の環境悪化を受け、リース会社等がパチンコ台のリース契約を抑制したため、資金繰りが急速に悪化し、金融機関に対して返済条件緩和を要請するなど厳しい経営状況が続いていた。
2018年9月までに5店舗を閉鎖した上で、同年10月に本社および元町店の不動産を売却することにより、借入金の圧縮を図る計画だったが、交渉が不調に終わったことで資金繰りが限界に達し、同年10月に破産開始決定した。
また、関連会社で「パーラー大黒天 江別店」を経営していた有限会社栄信工業も連鎖倒産。負債は、北星実業が債権者約40名に対して約12億円、栄信企業が債権者約20名に対して約3億円、2社合計で約15億円となった。
2019年（令和元年）12月18日付で清算結了し、法人格が消滅した。

## 関連会社
- 有限会社栄信企業 - 本社：北海道江別市七条7丁目1番9（法人番号：5430002045375）[5]
  - 2019年8月23日付で清算結了し、法人格が消滅した[5]。

## 店舗
いずれも北海道に所在していた。

### 倒産時に閉店した店舗
- パーラー大黒天 北光店 - 札幌市東区北32条東8丁目1-1、2018年10月閉店[3][6]。
  - 建物は解体され、跡地にはセブン-イレブン札幌北32条東8丁目店が開店。
- パーラー大黒天 江別店 - 江別市7条7丁目1、2018年10月閉店[3]。関連会社の有限会社栄信企業が経営[3]。
  - 建物は解体され、跡地には特別養護老人ホームが建設予定。

### それ以前に閉店した店舗
2018年閉店
- パーラー大黒天 元町店 - 札幌市東区北23条東15丁目、2018年9月24日閉店[3][7]。
  - 建物は解体され、跡地には明和地所の分譲マンションが建設された[8]。
- パーラー大黒天 本町店 - 札幌市東区本町2条4丁目8、2018年6月17日閉店[9]。
  - 建物は解体され、跡地にはツルハドラッグ本町店が開店[8]。
- パーラー大黒天 清田店 - 札幌市清田区清田2条3丁目1番48号、2018年5月27日閉店[3]。
  - 建物は解体され、跡地にはダイナム北海道札幌清田店ゆったり館（東京資本のパチンコ店）が建設された[8]。
- パーラー大黒天 発寒店 - 札幌市西区発寒13条4丁目13-80、2018年5月6日閉店[3]。
  - 跡地には、株式会社サンテックシステム（本社：青森県青森市）が運営するアダルトショップ「大黒屋書店 札幌発寒店」が営業[10]。
- パーラー大黒天 川沿店 - 札幌市南区川沿12条1丁目1番80号、2018年5月6日閉店[3]。
  - 建物は解体され、跡地には中古車店「アルファ藻岩」が開店。

閉店日不明
- 大黒天ジャック 平岸店 - 札幌市豊平区、閉店日不明。
- ドームプラザ 新道店 - 札幌市東区、閉店日不明。